# Victor-Laurent Coste

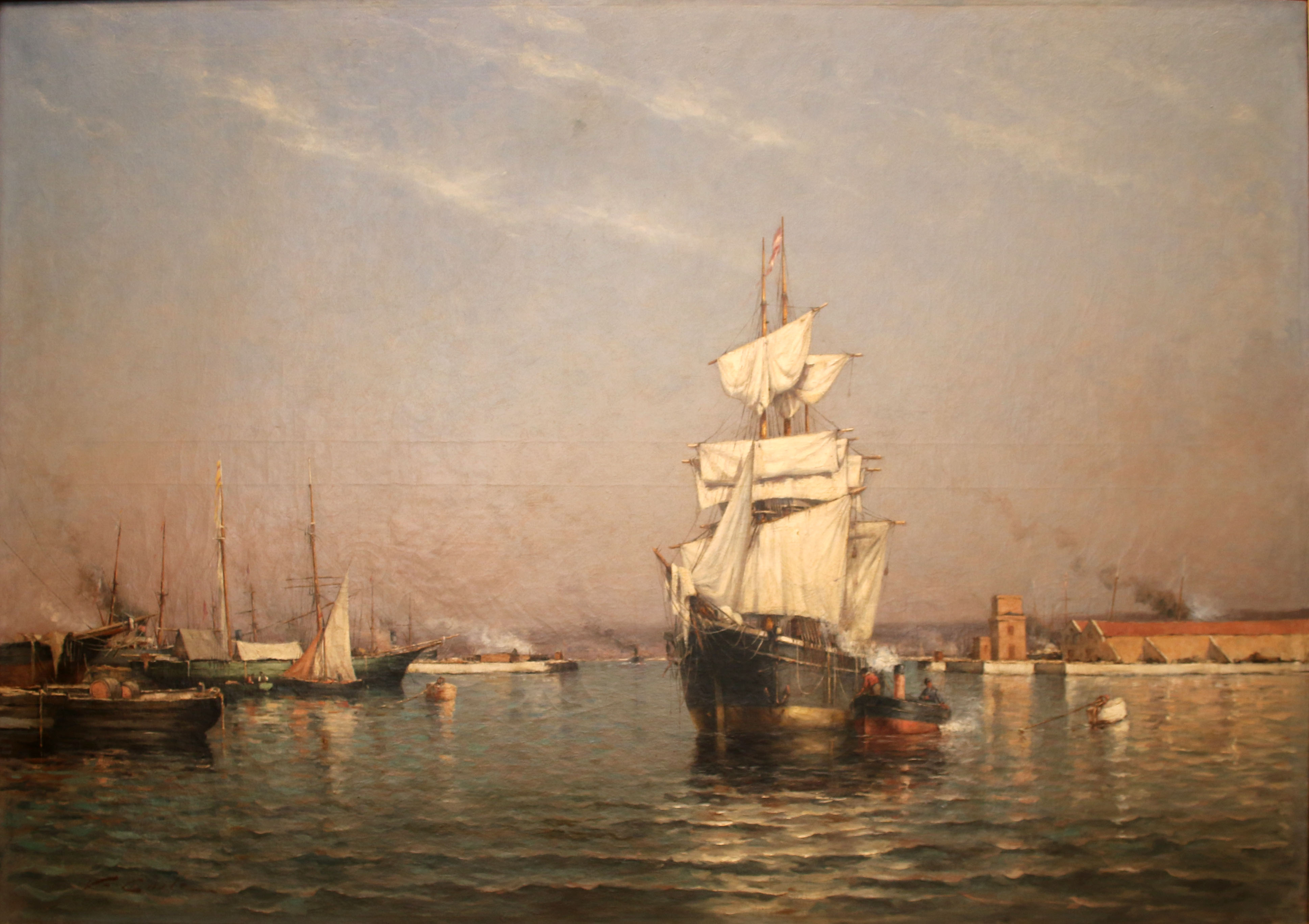
Victor Coste: Le bassin de la gare maritime; Öl auf Leinwand (1880)

Victor-Laurent Coste (* 20. Dezember 1844 in Marseille; † 1923) war ein französischer Landschafts- und Marinemaler.

## Leben
Coste begann seine künstlerische Ausbildung an der École des Beaux-Arts in Marseille bei den Malern Joanny Rave (1827–1882) und Dominique Antoine Jean-Baptiste Magaud (1817–1899), welcher seit 1866 Direktor der Kunsthochschule war. Später war er zudem noch Schüler des Marinemalers François-Pierre-Bernard Barry (1813–1905). Zwischen 1883 und 1896 ist er mit mehreren seiner Werke beim Salon des Artistes Français vertreten.
Zu seinem Œuvre gehören Marinen, Stadtansichten der Provence, sowie die Ansichten von Häfen der Côte d’Azur und der Maghreb-Staaten, welche mit ihren intensiven Farbharmonien und durch chromatische Effekte dem Betrachter sofort ins Auge fallen.

## Werke (Auswahl)
- Le Port de Marseille s’éveille (1894), (Musée Granet, Aix-en-Provence)
- Port de Massilia (o. J.), (Chambre de Commerce, Marseille)
- L’escadre italien à Toulon (o. J.), (Musée du vieux Marseille, Marseille)
- Le bassin de la gare maritime (1880), Öl auf Leinwand (Musée de la Marine et de l’Economie de Marseille, Marseille)